# Třída Bespokojnyj
Třída Bespokojnyj (jinak též třída Děrzkij) byla třída torpédoborců ruského carského námořnictva z doby první světové války. Třída konstrukčně vycházela z torpédoborce Novik. Celkem bylo postaveno devět jednotek této třídy. Posledních pět je někdy označováno jako třída Sčastlivyj. Nasazeny byly v první světové válce, ruské občanské válce a některé také v druhé světové válce.

## Stavba
Celkem byli postaveno devět jednotek této třídy. Prvních čtyři postavila v letech 1912–1914 loděnice v Nikolajevu. Dalších pět vyrobily ruské loděnice na Baltu a následně byly rozebrané přepraveny do černomořských loděnic.
Jednotky třídy Bespokojnyj:
| Jméno        | Skupina     | Založený kýlu | Spuštěna          | Vstup do služby | Status |
| ------------ | ----------- | ------------- | ----------------- | --------------- | --- |
| Bespokojnyj  | Bespokojnyj | 1912          | 31. října 1913    | 29. října 1914  | Červen 1918 zajat Němci, zařazen do Bělogvardějské námořní eskadry, 1920 internován v Bizertě, 1924 vyřazen. |
| Děrzkij      | Bespokojnyj | 1912          | 31. října 1913    | 29. října 1914  | Červen 1918 zajat Němci, zařazen do Bělogvardějské námořní eskadry, 1920 internován v Bizertě, 1924 vyřazen. |
| Gněvnyj      | Bespokojnyj | 1913          | 15. března 1914   | 29. října 1914  | Květen 1918 zajat a provozován Němci (R 03), zařazen do Bělogvardějské námořní eskadry, 1920 internován v Bizertě, 1924 vyřazen.                                                                                           |
| Pronzitělnyj | Bespokojnyj | 1913          | 15. března 1914   | 29. října 1914  | Dne 18. června 1918 u Novorossijsku potopen vlastní posádkou. |
| Bystryj      | Sčastlivyj  | 1913          | 7. června 1914    | květen 1915     | Květen 1918 zajat a provozován Němci (R 02), předán Velké Británii, 6. dubna 1919 poškozen u Sevastopolu, po vyzdvižení roku 1927 zařazen do sovětského námořnictva jako Frunze, 21. září 1941 potopen německým letectvem. |
| Gromkij      | Sčastlivyj  | 1912          | 18. prosince 1913 | květen 1915     | Dne 18. června 1918 u Novorossijsku potopen vlastní posádkou. |
| Pospěšnyj    | Sčastlivyj  | 1912          | 4. dubna 1914     | září 1915       | Červen 1918 zajat a provozován Němci (R 01), zařazen do Bělogvardějské námořní eskadry, 1920 internován v Bizertě, 1924 vyřazen.                                                                                           |
| Pylkij       | Sčastlivyj  | 1913          | 28. července 1914 | červen 1915     | Květen 1918 zajat Němci, zařazen do Bělogvardějské námořní eskadry, 1920 internován v Bizertě, 1924 vyřazen. |
| Sčastlivyj   | Sčastlivyj  | 1913          | 29. března 1914   | květen 1915     | Květen 1918 zajat a provozován Němci (R 02), předán Velké Británii, při vlečení na moři dne 24. října 1919 ztroskotal u Moudrosu.                                                                                          |

## Konstrukce

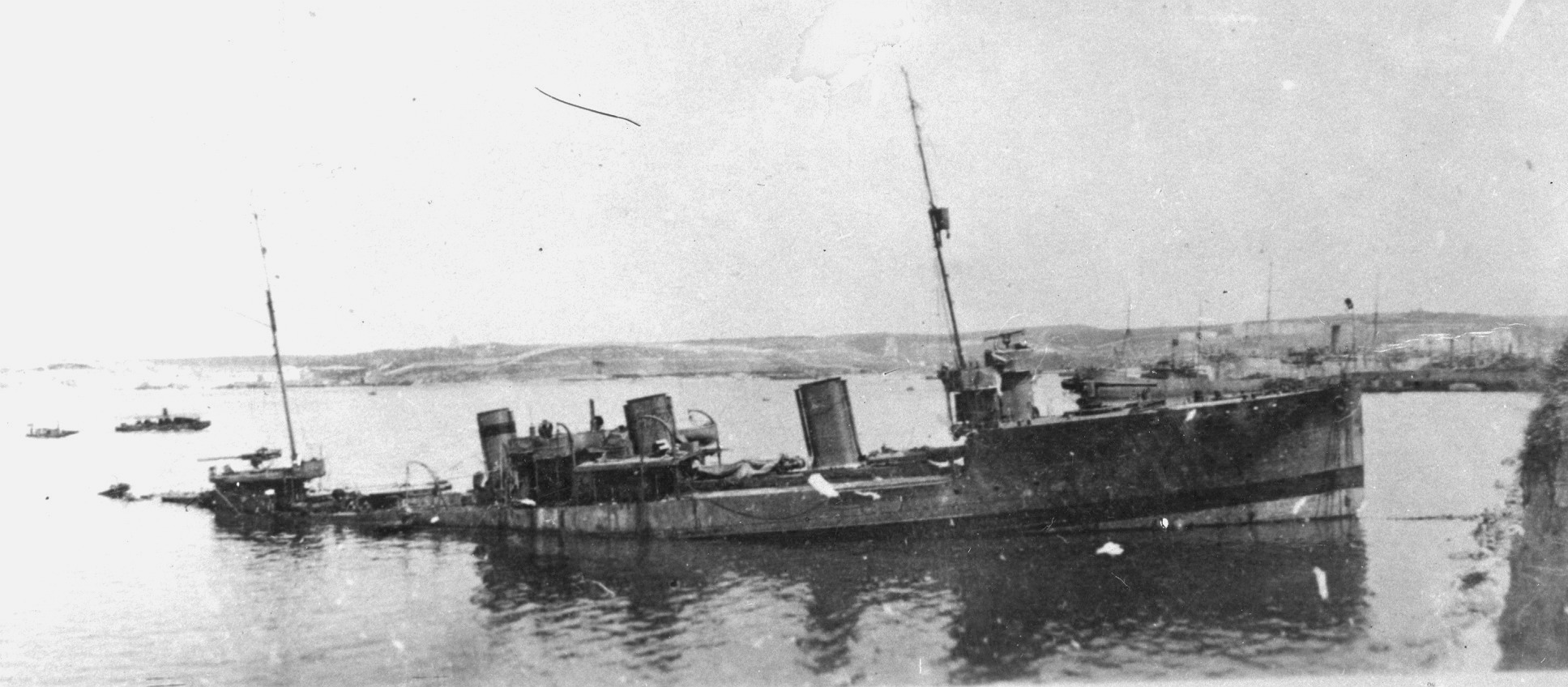
Gněvnyj potopený v Sevastopolu

Torpédoborce byly vyzbrojeny třemi 102mm kanóny, čtyřmi 7,62mm kulomety Maxim, pěti dvouhlavňovými 457mm torpédomety a až 80 minami. Pohonný systém měl výkon 25 500 hp. Tvořily jej dvě parní turbíny Brown-Boveri a pět kotlů Thornycroft, pohánějících dva lodní šrouby. Nejvyšší rychlost dosahovala 34 uzlů. Dosah byl 1715 při rychlosti 21 uzlů.